# Stockholms-Näs landskommun
Stockholms-Näs landskommun var en tidigare kommun i Uppsala län. 

## Administrativ historik
Den bildades som Näs landskommun i Näs socken i Bro härad i Uppland när 1862 års kommunalförordningar trädde i kraft 1863. Den 1 januari 1886 (ändring enligt beslut den 17 april 1885) fick den i särskiljande syfte namnet Stockholms-Näs. Innan ändringen hade dock bruket av namnet Stockholms-Näs redan förekommit.
Vid kommunreformen 1952 gick den upp i Upplands-Bro landskommun, som 1971 ombildades till Upplands-Bro kommun då också området överfördes till Stockholms län.
Motsvarande församling namnändrades 1967 från Stockholms-Näs till Kungsängen.

## Kommunvapen
Blasonering: Sköld delad av rött, vari en mitra av guld, och av guld, vari en röd ek.
Vapnet fastställdes 1946.

## Politik

### Mandatfördelning i valen 1938-1946
| 11 | 2 | 1 | 6 |

| 16 | 4 |

| 11 | 8 | 1 |

| 17 | 3 |

| 11 | 5 | 4 |

| 18 |